# 阿薇尔与虚构世界
《阿薇尔与虚构世界》（法語：Avirl et le Monde truqué）是一部2015年上映的法国反乌托邦动画冒险电影。其由克里斯蒂安·德马勒（法語：Christian Desmares）同弗兰克·埃坎西（Franck Ekinci）共同执导，由埃坎西同本杰明·勒格朗（Benjamin Legrand）合作编剧，由玛丽昂·歌迪亚主演。本部电影描述了一个架空的、反乌托邦的蒸汽朋克世界，当中使用的视觉风格基于法国卡通画家雅克·塔尔迪的创作。

## 剧情
1870年代，正值普法战争前夕，法国皇帝拿破仑三世偕同巴赞元帅造访化学家古斯塔夫·富兰克林（法語：Gustave Franklin）的实验室以评估化学家培养无法伤害的超级战士之计划。实验结果仅是两条有智力、会说话的科摩多巨蜥，不适合战争之用，皇帝对此感到厌恶，命令巴赞射杀蜥蜴。然而蜥蜴从子弹下逃脱，皇帝的行为反而酿成一场大爆炸，炸死了在场所有三人。其后拿破仑三世的继任者同普鲁士议和避免战争，由此波拿巴家族的皇位得以保持。
此后六十年中，多位知名科学家如爱因斯坦和费米等人神秘消失。结果技术的发展建立在煤炭基础上，煤炭枯竭后又燃烧木材。到1931年，欧洲木材已然耗尽，空气污染极其严重，乃至人们长时间外出时需要佩戴口罩。此时法兰西帝国觊觎加拿大广袤的森林，为此策划战争，出于不顾一切使武器现代化的目的命令所有剩余的科学家为帝国效力。笨拙的警探加斯帕·毕索尼（法語：Gaspar Pizoni）在巴黎追查古斯塔夫·富兰克林的后代。古斯塔夫之子普罗斯佩尔（Prosper；家人称「波普斯」）、之孙保罗（Paul）、孙媳安妮特（Annette）及曾孙女阿薇尔（Avirl）一直投身于一种可使人永生的血清之研究，期望增进世界的健康。一家人的工作已经得到了一只能说话的猫，其名达尔文（Darwin），成为阿薇尔的同伴。正当血清告成之时，毕索尼的手下突袭进富兰克林家的工作室，意图逮捕全家。波普斯一人得脱，而其他家人携血清逃上去往柏林的缆车，安妮特将血清秘藏进阿薇尔的玻璃雪花球中。一团神秘的乌云出现，击毁缆车，阿薇尔双亲被电击而消失，似乎丧命。之后阿薇尔同达尔文逃走，毕索尼因此灾祸而降职。之后此等人物不知音讯又有十年。
1941年，阿薇尔长大成人，达尔文死期将近，为救达尔文，阿薇尔仍孜孜于研究血清。然毕索尼还是醉心于搜捕富兰克林家之事，为跟踪阿薇尔而雇佣了一名轻罪罪犯尤利乌斯（Julius）。在服用阿薇尔最后制成的血清后，达尔文仍似难逃一死。是时阿薇尔心情崩溃，将雪花球掷出，球中液体被达尔文舔到，霎时完全康复，不受伤害。正当时，有一大鼠出现，其身配有先进的科技。从此大鼠上阿薇尔听到了其父发出的警讯，随后又一朵乌云出现。尤利乌斯帮助阿薇尔和达尔文逃离。借此警讯，阿薇尔最终同祖父波普斯重聚，波普斯领孙女到位于一处秘密藏身处的家中。在矛盾之下，尤利乌斯将波普斯的踪迹透露给毕索尼，当局执波普斯到拉拿铁堡中政府成立的武器研究中心，但同时也以其不遵命令而将毕索尼囚禁于其处。于彼波普斯发现其他科学家正研究海底寻获的一架神秘机器，结果其为用电力驱动的飞机。同时，尤利乌斯回到阿薇尔处，一群怪异的电子兵于此时向波普斯的屋舍发起进攻。阿薇尔发现此屋可以变换成移动堡垒，由是其人同尤利乌斯与达尔文用此屋逃向拉拿铁堡。
移动屋将堡垒撞裂，引起洪水又毁坏了移动屋，阿薇尔一行的逃生路就此断绝。波普斯此前将飞机修复，于是阿薇尔、尤利乌斯同达尔文改乘飞机逃走。同行者还有毕索尼，其怀着复仇及最后一次得复原职的希望偷偷登上了飞机。于飞机上，一行人发现一部影片，此片显示出正是古斯塔夫繁育的两只科摩多巨蜥绑架了诸位科学家。巨蜥分别名为罗德里戈（Rodrigue）及施曼（Chimène），利用科学家于巴黎地下创造出一个雨林生态系统，在其中科学家同巨蜥的后代一道投身于一项雄心勃勃的神秘计划之研究中。蜥蜴从远程劫持了阿薇尔一行的飞机，然毕索尼将飞机带入雨林中坠毁。阿薇尔同其母与达尔文和尤利乌斯团聚，其母明告以蜥蜴最终的计划：将用超级血清处理过，不会受伤的植物装载上火箭发射到其他星球，使其改造成地球的形态以脱离人类之战乱、污染及暴力。阿薇尔发现实际上使达尔文复苏的血清是其自己制备的，并非雪花球中所藏。波普斯和毕索尼一同被擒，发现其子保罗由于反抗计划已和其他反逆不信任蜥蜴动机的科学家一起成为囚徒。
阿薇尔一方在与安妮特重聚之前造出一场停电而放出了前述的囚徒。毕索尼尝试逃跑，而波普斯和保罗则试图找到其他人。于火箭发射当场，阿薇尔重新制备了其制出的血清，尤利乌斯将其递给罗德里戈。然罗德里戈于两只巨蜥中是较为好战的一只，其自己饮下血清，向在场者昭告其蓝图：令火箭在低空爆炸，扫除人类而再造地表，带领科摩多巨蜥主宰世界。施曼上前欲阻止罗德里戈，为其所杀；然而尤利乌斯挑明其递给罗德里戈的并非血清而是清水，一枪毙之。此时只有达尔文可进入火箭控制台将其重新导入太空。火箭即将发射之时，阿薇尔以其血清浸润火箭上的植物，完成了施曼之计划。富兰克林家、尤利乌斯及众科学家加入毕索尼的方向逃到地面，见证了火箭在太空之爆炸。
之后电影镜头转向电视新闻，播报毕索尼因其在「挫败」蜥蜴之阴谋中所作「贡献」而受嘉奖成为拿破仑五世特工处处长。随之则为同一视角的延时摄影，电视新闻显示获得自由的科学家快速发展了科技。科学家将石油作为能源完善开发，终结了争夺燃料资源的战争，并发明了许多电力器具。阿薇尔继续研究血清，然而从未找到使其对人类有效的手段。不会受伤害的植物覆盖满了月球、金星与火星。剧中之2001年，宇航员终于到达月球，于其处发现了仍然健在的达尔文。老年的尤利乌斯从电视机前起身，将此好消息带给了他的妻子阿薇尔。

## 配音演员
| 角色名                        | 法语配音演员       | 英语配音演员   |
| ----------------------------- | ------------------ | -------------- |
| 阿薇尔·富兰克林               | 玛丽昂·歌迪亚      | Angela Galuppo |
| 达尔文                        | Philippe Katerine  | 托尼·海爾      |
| 普罗斯佩尔「波普斯」·富兰克林 | Jean Rochefort     | Tony Robinow   |
| 保罗·富兰克林                 | 奥利维耶·古贺梅    | Mark Camacho   |
| 安妮特·富兰克林               | Macha Grenon       | Macha Grenon   |
| 尤利乌斯                      | Marc-André Grondin | Tod Fennell    |
| 加斯帕·毕索尼                 | Bouli Lanners      | 保罗·吉亚玛提  |
| 施曼                          | Anne Coesens       | 苏珊·萨兰登    |
| 罗德里戈                      | Benoît Brière      | J·K·西蒙斯     |

## 营销
本作首张海报于2015年6月21日发布。
频道制片公司于2015年9月18日发布本作首条预告片。
Gkids于2016年2月22日发布本作在美国的首条预告片。

## 发行
本作之全球首映于2015年6月15日在安锡国际动画影展上举行。频道制片公司于2015年11月11日在法国发行此部电影。同日O'Brother Distribution公司亦在比利时发行之。
2016年GKID在美国上映该片，初于2016年3月25日在纽约有限上映，其后于当年4月8日在全美影剧院上映。

## 反响

### 批评性意见
根据評論匯總网站爛番茄汇总的58篇评论文章，97%的评论家给予该作正面评价，平均打分为7.70分（满分10分） 其上的评论共识写道：「多彩想象的迸发正合本片饱含希望的标题，《阿薇尔与虚构世界》为乐意不走寻常路的动画迷们奉上了壮观的乐趣。」根据评论平台Metacritic的数据，其抽取17篇影评而计算出百分制下85分的数值，并评价此片为「普遍受欢迎」（英語：universal acclaim）。

### 获奖
| 年份 | 奖项                             | 奖项类型           | 颁奖对象                         | 结果 |
| ---- | -------------------------------- | ------------------ | -------------------------------- | ---- |
| 2015 | 安锡国际动画影展                 | 最佳长片奖         | 克里斯蒂安·德马勒与弗兰克·埃坎西 | 獲獎 |
| 2016 | 凯撒奖                           | 最佳动画长片奖     | 克里斯蒂安·德马勒与弗兰克·埃坎西 | 獲獎 |
| 2016 | Prix Jacques Prévert du Scénario | 特别提名奖         | 弗兰克·埃坎西与本杰明·勒格朗     | 獲獎 |
| 2016 | 圣地亚哥影评人协会奖             | 最佳动画电影奖     | 《阿薇尔与虚构世界》             | 獲獎 |
| 2016 | 圣路易斯影评人协会奖             | 最佳动画片         | 《阿薇尔与虚构世界》             | 獲獎 |
| 2017 | 安妮奖                           | 最佳剪辑（英語：Outstanding Achievement, Editorial in an Animated Feature Production） | 纳齐姆·梅斯莱姆（法語：Nazim Meslem）        | 提名 |

### 文献资料
1. ↑  . British Board of Film Classification. 2016-03-31  [2016-03-31]. （原始内容存档于2019-06-01）.
2. ↑  . JSBC.   [2021-05-23]. （原始内容存档于2022-07-01）.
3. ↑  . JP's Box-Office.   [2021-05-23]. （原始内容存档于2021-10-02）.
4. ↑  . Box Office Mojo.   [2021-05-23]. （原始内容存档于2017-11-08）.
5. ↑  . JP's Box-Office.   [2021-10-02]. （原始内容存档于2021-10-02）.
6. ↑  Bill Goodykoontz. . Chicago Sun Times. 2016-05-05  [2021-05-23]. （原始内容存档于2017-02-12）.
7. ↑  Tasha Robinson. . The Verge. 2016-03-25  [2021-05-23]. （原始内容存档于2022-10-25）.
8. ↑  Bill Desowitz. . IndieWire. 2016-03-31  [2021-05-23]. （原始内容存档于2022-08-18）.
9. ↑  Webster, Andy. . New York Times. 2016-03-16  [2021-10-02]. （原始内容存档于2021-10-02）.
10. ↑  . imgur.com. 2015-07-21  [2021-05-23]. （原始内容存档于2016-03-04）.
11. ↑  . YouTube. 2015-09-18  [2021-05-23]. （原始内容存档于2022-09-27）.
12. ↑  . YouTube. 2016-02-22  [2021-05-23]. （原始内容存档于2021-07-27）.
13. ↑  . Cineuropa - the best of european cinema.   [2020-12-21]. （原始内容存档于2021-05-23） （英语）.
14. ↑  . Variety. 2016-03-04  [2021-05-23]. （原始内容存档于2021-12-01）.
15. ↑  . Rotten Tomatoes.   [2021-05-23]. （原始内容存档于2016-09-25）.
16. ↑  . Metacritic.   [2021-05-23]. （原始内容存档于2016-09-30）.
17. ↑  . Annecy Festival.   [2021-05-30]. （原始内容存档于2022-07-03）.
18. ↑  . Variety.   [2021-05-23]. （原始内容存档于2016-09-24）.
19. ↑  . AlloCiné.   [2021-05-23]. （原始内容存档于2018-09-21）.
20. ↑  . 2016-12-09  [2016-12-09]. （原始内容存档于2016-12-21）.
21. ↑  . 2016-12-12  [2016-12-12]. （原始内容存档于2016-12-20）.
22. ↑  . St. Louis Gateway Film Critics Association. 2016-12-12  [2016-12-12]. （原始内容存档于2016-05-04）.
23. ↑  . ASIFA-HOLLYWOOD.   [2021-05-30]. （原始内容存档于2017-08-13）.